# Бытко, Юрий Ильич
Ю́рий Ильи́ч Бытко (29 мая 1943, Весёлая — 23 июня 2021, Саратов) — советский и российский учёный-правовед, доктор юридических наук, профессор кафедры уголовного и уголовно-исполнительного права Саратовской государственной юридической академии, специалист по уголовному праву и криминологии. Заслуженный юрист Российской Федерации (1999).

## Биография
Юрий Ильич Бытко родился 29 мая 1943 года в станице Весёлая Павловского района Краснодарского края в семье медицинских работников.
- 1959 год — окончание средней школы.
- 1959 год — 1962 год — учёба в Волгоградском сельскохозяйственном техникуме.
- 1962 год — 1965 год — служба в вооружённых силах СССР.
- 1965 год — 1969 год — учёба в Саратовском юридическом институте имени Д. И. Курского.
- 1970 год — 1974 год — работа судьёй Кировского районного суда города Волгограда.
- 1974 год — 2021 год — на преподавательской и научной работе в Саратовской государственной юридической академии. Последовательно прошёл путь от преподавателя до профессора кафедры уголовного и уголовно-исполнительного права Саратовской государственной юридической академии.
- 1980 год — защита диссертации на соискание учёной степени кандидата юридических наук на тему «Рецидив, отдалённый во времени. Уголовно-правовое и криминологическое исследование» под руководством доктора юридических наук, профессора Ноя Иосифа Соломоновича.
- 1996 год — 2001 год — заместитель директора Института прокуратуры Саратовской государственной академии права.
- 1998 год — защита диссертации на соискание учёной степени доктора юридических наук на тему «Учение о рецидиве преступлений в российском уголовном праве: история и современность».
- 1998 год — присвоено звание профессора.
- С 1999 года — член диссертационного совета по защите кандидатских и докторских диссертаций при Саратовской государственной юридической академии.
- 1999 год — присвоено почётное звание Заслуженный юрист Российской Федерации.

Женат, воспитал сына и дочь. Имеет трёх внучек.
Умер 23 июня 2021 года в городе Саратове.

## Научная деятельность
Научные интересы Ю. И. Бытко в основном были связаны с изучением проблем множественности преступлений. Является одним из основоположников учения о рецидиве преступлений в современном российском уголовном праве. Он установил наличие корреляционной зависимости между тяжестью первого преступления, возрастом преступника в момент его совершения и периодичностью совершения повторных преступлений, что впервые в теории российского уголовного права позволило обосновать длительность сроков погашения судимости, разработать методику исчисления сроков давности привлечения к уголовной ответственности.
Является автором более 100 научных работ, среди которых десять монографий и ряд учебников и учебных пособий по уголовному, уголовно-исполнительному праву и криминологии. Работы Ю. И. Бытко востребованы не только в родном, но и в иных вузах России. Публиковался в ведущих научных журналах, таких как Правоведение, Советская юстиция и других.
Под руководством Ю. И. Бытко защищено четыре кандидатские диссертации.

## Награды
- Заслуженный юрист Российской Федерации (1999)[8]

## Избранная библиография

### Диссертации
- Бытко Ю. И. Рецидив, отдалённый во времени. Уголовно-правовое и криминологическое исследование. Дис. … канд. юрид. наук. — Саратов, 1980.
- Бытко Ю. И. Учение о рецидиве преступлений в российском уголовном праве: история и современность. Дис. … докт. юрид. наук. — Саратов: Издательство СГАП, 1998. — 303 с.

### Монографии
- Бытко Ю. И. Понятие рецидива преступлений. Исторический очерк / ред. И. С. Ной. — Саратов: Издательство СГУ, 1978. — 73 с.
- Бытко Ю. И. Рецидив, отдаленный во времени. Уголовно-правовое и криминологическое исследование / ред. З. А. Астемиров. — Саратов: Издательство СГУ, 1984. — 150 с.
- Бытко Ю. И. Квартирные кражи и некоторые меры их предупреждения / ред. К. Ф. Тихонов. — Саратов: Издательство СГУ, 1989. — 101 с.
- Бытко Ю. И. Учение о рецидиве преступлений в российском уголовном праве: история и современность. — Саратов: Издательство СГАП, 1998. — 220 с. — 500 экз. — ISBN 5-7924-0024-5.
- Бытко Ю. И., Дядькин А. Л. Уголовная ответственность юридических лиц. Исторический подход: монография / ред. Л. А. Прохоров. — Саратов: Издательство СГАП, 2009. — 167 с. — ISBN 978-5-292-03851-1.
- Бытко Ю. И., Николайченко В. В. Рецидив преступлений. Уголовно-правовые и криминалистические аспекты. — Саратов: Издательство СГАП, 2010. — 300 с. — ISBN 978-5-7924-0847-0.
- Бытко Ю. И., Дядькин А. Л. Формула уголовной ответственности юридических лиц: история и современность. — Саратов: Издательство СГЮА, 2012. — 400 с. — ISBN 978-5-7924-0978-1.
- Бытко Ю. И. Справедливость и уголовная политика: монография. — М.: Юрлитинформ, 2017. — 211 с. — (Уголовное право). — 3000 экз. — ISBN 978-5-4396-1417-2.
- Бытко Ю. И. Права человека в истории уголовного законодательства Руси — России: монография. — М.: Юрлитинформ, 2021. — 271 с. — (Уголовное право). — 3000 экз. — ISBN 978-5-4396-2138-5.

### Учебники и учебные пособия
- Бытко Ю. И. Лекции по уголовному праву России. — Саратов: Издательство СГАП, 2003. — ISBN 5-7924-0301-5.
- Бытко Ю. И., Бытко С. Ю. Сборник нормативных актов по уголовному праву России X—XX веков. — Саратов: Научная книга, 2006. — 786 с. — ISBN 5-9758-0036-6.
- Бытко Ю. И., Бытко С. Ю. Уголовное право России. Части общая и особенная. Учебник. — М.: Издательство РПА Минюста России, 2013. — 353 с.
- Коллектив авторов. Российское уголовное право. Общая и особенная части. Учебник в 3 томах / общ. ред. Н. А. Лопашенко. — Изд. 2-е испр. и доп.. — М.: Юрлитинформ, 2014. — Т. 1. — 720 с. — (Уголовное право). — ISBN 978-5-4396-0608-5.
- Коллектив авторов. Российское уголовное право. Общая и особенная части. Учебник в 3 томах / общ. ред. Н. А. Лопашенко. — Изд. 2-е испр. и доп.. — М.: Юрлитинформ, 2014. — Т. 2. — 576 с. — (Уголовное право). — ISBN 978-5-4396-0609-2.
- Коллектив авторов. Российское уголовное право. Общая и особенная части. Учебник в 3 томах / общ. ред. Н. А. Лопашенко. — Изд. 2-е испр. и доп.. — М.: Юрлитинформ, 2014. — Т. 3. — 664 с. — (Уголовное право). — ISBN 978-5-4396-0610-8.
- Коллектив авторов. Краткий юридический словарь / отв. ред. А. В. Малько. — изд. 2-е доп. и перераб.. — М.: Проспект, 2020. — 560 с. — ISBN 978-5-392-29810-5.
- Коллектив авторов. Юридический энциклопедический словарь / отв. ред. А. В. Малько. — изд. 2-е доп. и перераб.. — М.: Проспект, 2020. — 1136 с. — ISBN 978-5-392-30642-8.

### Статьи
- Бытко Ю., Жуков А., Ильиных В. Закон и спорт // Советская юстиция : научный журнал. — 1989. — № 19. — С. 14—15.
- Бытко Ю. И. Рецидив преступлений по новому уголовному законодательству России // Правоведение : научный журнал. — 1997. — № 1 (216). — С. 122—126. — ISSN 0131-8039.
- Бытко Ю. И., Ландо А. С. Девиантное поведение подростков // Социологические исследования : научный журнал. — 2004. — № 4. — С. 33.
- Сагрунян В. М., Бытко Ю. И. Цели уголовного наказания: теоретические и практические проблемы // Современное право : научный журнал. — 2011. — № 5. — С. 131—135. — ISSN 1991-6027.
- Бытко Ю. И. Понятие «вина» и «виновность» в нормах УК и УПК РФ // Правоведение : научный журнал. — 2011. — № 2 (295). — С. 71—74. — ISSN 0131-8039.
- Бытко Ю. И. Рецензия на монографию: Сергун Е. П. Уголовно-правовая политика в сфере обеспечения безопасности конституционного строя Российской Федерации. М.: РПА Минюста России, 2013. — 344 С. // Правовая культура : научный журнал. — 2013. — № 2 (15). — С. 206—208. — ISSN 1992-5867.
- Бытко Ю. И. О некоторых тенденциях современной российской уголовной политики в отношении лиц, неоднократно совершающих преступления // Правовая политика и правовая жизнь : научный журнал. — Институт государства и права РАН, 2017. — № 1. — С. 22—36. — ISSN 1608-8794.
- Бытко Ю. И. Понятие и содержание вины юридических лиц в уголовном праве // Современное право : научный журнал. — 2018. — № 6. — С. 102—108. — ISSN 1991-6027.
- Бытко Ю. И. Проблемы суда присяжных в Российской Федерации // Современное право : научный журнал. — 2018. — № 2. — С. 115—123. — ISSN 1991-6027.

### Биография
- Бытко, Юрий Ильич // Видные учёные-юристы России (Вторая половина XX века). Энциклопедический словарь биографий / ред. В. М. Сырых. — М.: РАП, 2006. — 548 с. — 1500 экз. — ISBN 5-93916-056-5.
- Бытко Юрий Ильич // Правовая наука и юридическая идеология России: энциклопедический словарь биографий / Под ред. В. М. Сырых. — М.: Российский государственный университет правосудия, 2015. — Т. 3. — С. 290. — 1057 с. — ISBN 978-5-93916-417-7.
- Демидов А. И. и др. Энциклопедия нашей жизни. — Саратов: Издательство СГАП, 2006. — С. 201—203. — 439 с. — 1500 экз. — ISBN 5-7924-0427-5.
- Блинов А. Г., Донченко А. Г. К 70-летию Юрия Ильича Бытко // Вестник СГЮА : научный журнал. — 2013. — № 2 (91). — С. 240—241. — ISSN 2227-7315.

### Критика
- Канубриков В. А., Мальцев В. В., Стрилец О. В. Ю. И. Бытко, А. Л. Дядькин. Формула уголовной ответственности юридических лиц: история и современность. Саратов: Изд-во ФГБОУ ВПО «Саратовская государственная юридическая академия», 2012. 400 с. (Рецензия) // Государство и право : научный журнал. — 2014. — № 5. — С. 122—124. — ISSN 0132-0769.